# چاینا ریزورسز
چاینا ریزورسز (به انگلیسی: China Resources) شرکت خوشه‌ای هنگ کنگی است، که در زمینه تولید مواد غذایی، نوشیدنی، پارچه، خرده‌فروشی، توزیع کالا و املاک و مستغلات در سرزمین اصلی چین فعالیت می‌کند.
شرکت چاینا ریزورسز در سال ۱۹۹۲ تأسیس شد و در حال حاضر دارای شرکت‌های تابعه مشارکتی با شرکت‌هایی چون ساینوپک، سبمیلر، اسپریت، کیرین و تسکو می‌باشد.
دفتر مرکزی این شرکت در هنگ کنگ قرار دارد و بخشی از سهام آن در بازار بورس اوراق بهادار هنگ کنگ معامله می‌شد.